# Channa argus
Espèce
Synonymes
- Ophicephalus argus

Channa argus (ou poisson à tête de serpent du Nord) est une espèce de poissons carnivores originaire de la Sibérie en Russie, de la Corée du Nord et du Yunnan, une province du sud-ouest de la Chine,. Le poisson à tête de serpent du Nord fait partie de la famille des Channidae. On dénombre 29 espèces de poissons à tête de serpent, dont 26 font partie du genre Channa et 3 font partie du genre Parachanna.
Cette espèce envahissante est un prédateur qui peut survivre plusieurs heures hors de l'eau en respirant dans l'air, et se déplacer hors de l'eau ; c'est notamment un rival vorace du brochet.
Depuis 2022, l'espèce est inscrite sur la liste des espèces exotiques envahissantes préoccupantes pour l'Union européenne. Cela signifie que ce poisson ne peut pas être importé, élevé, transporté, commercialisé, ou libéré intentionnellement dans la nature, et ce nulle part dans l’Union européenne. Il ne peut plus être détenu sauf dans le cas des animaux de compagnie acquis jusqu’à 1 an après leur ajout sur la liste européenne.

## Description
Le poisson à tête de serpent du Nord est une espèce dont le corps est allongé et de forme cylindrique. La nageoire dorsale est particulièrement longue. La nageoire anale quant à elle est un peu plus petite que la nageoire dorsale et fait environ la moitié du corps du poisson. En ce qui concerne la nageoire pelvienne, celle-ci se situe à proximité de la tête. Les nageoires du poisson à tête de serpent, mais surtout la queue, sont plutôt rondes. 

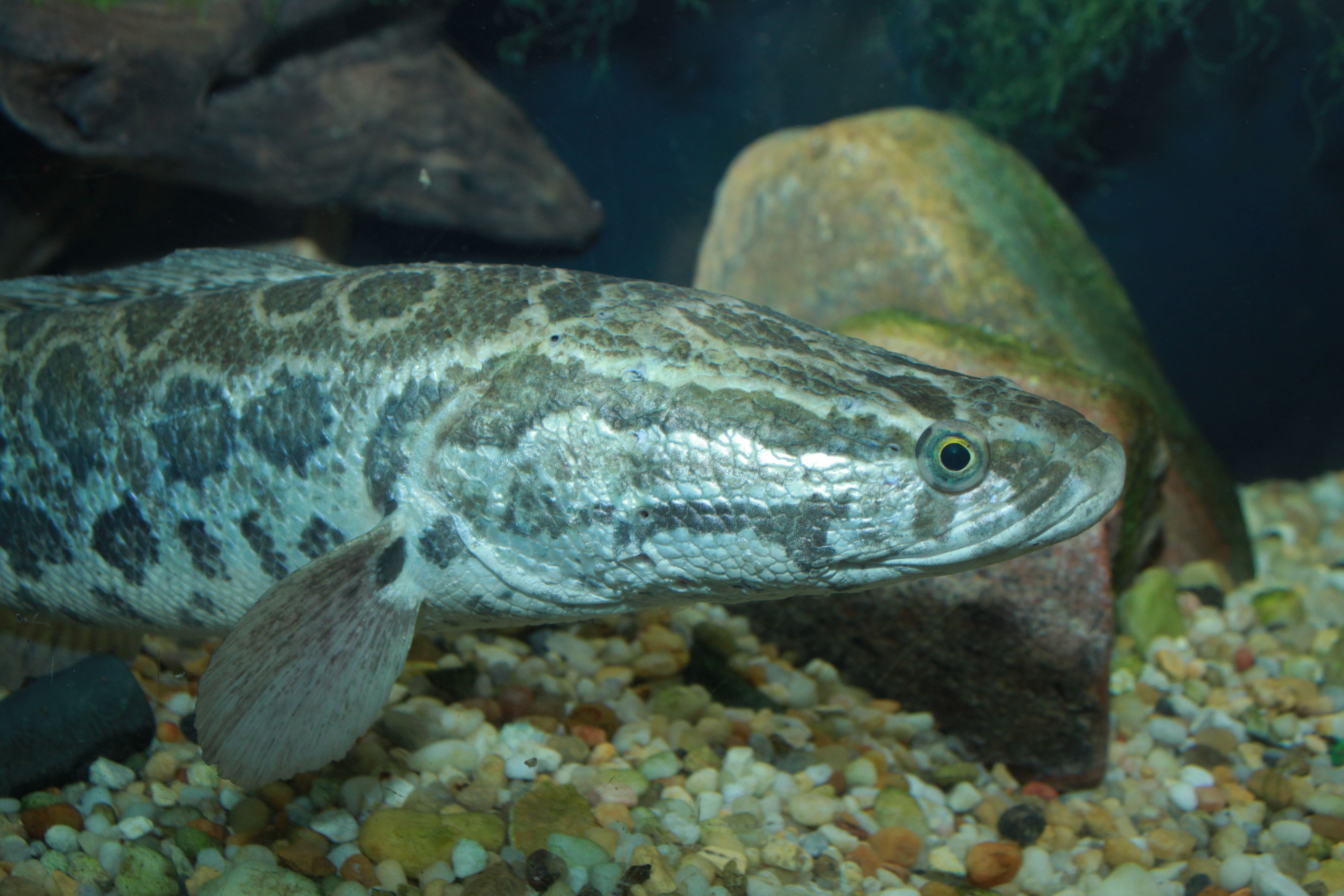
Tête du poisson à tête de serpent du Nord

Comparativement au reste de son corps et de sa bouche, la tête de ce poisson qui d'ailleurs est un peu aplatie, est assez petite. La bouche est assez grande et celle-ci est parsemée de dents qui sont très coupantes et qui possèdent une forme similaire à celle des canines. Les yeux quant à eux sont placés sur les côtés de la tête, tandis que les narines sont situées sur le dessus de la tête. On peut le reconnaître assez facilement en raison de grandes écailles présentes sur sa tête. C'est d'ailleurs l'une des raisons qui expliquent le nom qui lui a été attribué, en effet avec les écailles qu'il possède celui-ci ressemble étrangement à un serpent.  
Le poisson à tête de serpent du Nord peut mesurer près d'un mètre de long et peut peser près de 19 livres, soit environ 8,6 kilogrammes. Certains auteurs affirment qu'ils peuvent mesurer jusqu'à 1,8 mètre de long. De manière générale, les juvéniles portent des couleurs qui vont du gris pâle au brun doré. Lorsqu'ils passent au stade de maturité, voire à l'âge adulte, ceux-ci deviennent brun foncé et arborent des taches noires. Les mâles ont tendance à être plus foncés que les femelles et ont aussi une tête un peu plus grosse. Dans ses aires d'habitat naturel, les poissons à tête de serpent du Nord atteignent la maturité entre 2 et 3 ans. Toutefois, en dehors de ces aires, ils peuvent atteindre cette maturité plus rapidement, parfois dès l'âge d'un an. 
Dans les pays d'où provient l'espèce et même dans certains autres pays, la chair du poisson à tête de serpent du Nord est grandement appréciée. Cette espèce est d'ailleurs pêchée de manière récréative, commerciale, mais elle est aussi élevée en aquaculture. Aux États-Unis, la consommation de cette espèce a augmenté considérablement depuis le début des années 2000 et on constate que les poissons à tête de serpent du Nord se retrouvent en plus grand nombre dans de nombreux marchés dits «ethniques».  

### Reproduction
Aux États-Unis, la période de frai a lieu entre les mois d'avril et d'août. Celle-ci atteint toutefois un sommet vers la fin du mois de juin. Les femelles pondent des œufs et ceux-ci vont former des genres de nids flottants qui sont généralement retenus par des plantes aquatiques et qui peuvent parfois atteindre plus d'un mètre de diamètre. Les mâles, tout autant que les femelles, vont défendre leurs progénitures jusqu'à l'éclosion des œufs et même durant quelques semaines supplémentaires après l'éclosion. En règle générale, la période de frai a lieu pendant les mois d'été et les femelles peuvent frayer jusqu'à cinq fois durant cette période. Chaque pondaison produit entre 22 000 et 51 000 œufs, ce qui veut dire que dans le meilleur des cas, une femelle peut produire plus de 100 000 œufs par année. 

### Une espèce invasive

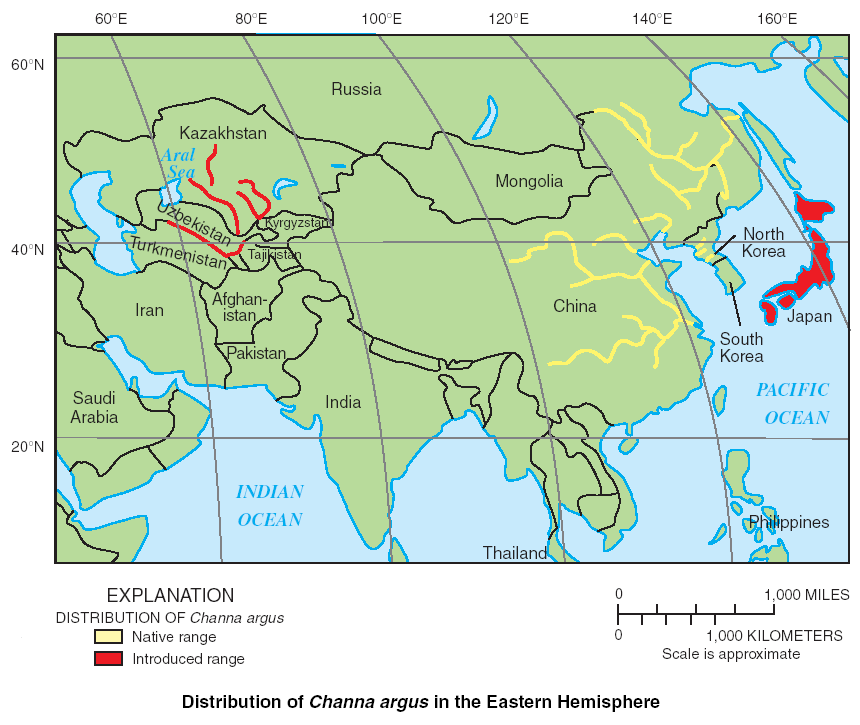
Aire de répartition naturelle du poisson à tête de serpent du Nord

Les poissons à tête de serpent du Nord sont également considérés comme une espèce invasive, notamment aux États-Unis où ils se sont répandus et développés à une vitesse phénoménale causant d'importants problèmes. Ce n'est cependant pas le seul pays qui a été affecté par cette problématique. En effet, on constate que cette espèce se retrouve désormais dans plusieurs provinces autres que le Yunnan en Chine, même chose pour la Russie où l'espèce est maintenant bien établie dans l'est du pays et l'on suspecte que celle-ci a également été introduite dans l'ouest du pays. Les poissons à tête de serpent du Nord se sont répandus dans plusieurs milieux aquatiques dans le nord-est de la Corée du Nord, où l'espèce n'était pas présente naturellement. On peut aussi nommer l'Eurasie, le Kazakhstan, le Turkménistan, l'Ouzbékistan et le Japon. L'espèce n'est pas introduite au Canada, mais elle pourrait facilement faire son chemin jusque dans les Grands Lacs et à partir de là s'étendre vers le Québec et d'autres provinces canadiennes. Il est cependant important de garder en tête que parfois l'introduction de cette espèce dans un milieu peut être volontaire. Toutefois, dans d'autres cas, il s'agit de négligence lors du transport de ces poissons afin d'en faire la consommation ou bien encore des gens qui se débarrassent de ces poissons qu'ils avaient décidé d'adopter pour leur aquarium en raison de la taille imposante qu'ils atteignent rapidement et parce qu'ils coûtent très cher à entretenir en raison de la quantité de nourriture qu'ils mangent quotidiennement,. 

#### Le cas des États-Unis
Les poissons à tête de serpent du Nord ont été observés sur le sol américain pour la première fois en 1977, dans l'État de la Californie. En 2000, l'espèce est observée à nouveau dans l'État de la Floride. L'un des endroits qui est souvent cité pour avoir des problèmes avec cette espèce invasive est le fleuve Potomac dans l'est des États-Unis. Cette espèce s'est installée définitivement dans ce fleuve depuis le début des années 2000 et s'étend depuis cet endroit vers d'autres cours d'eau avoisinants et tributaires. La principale cause ayant favorisé l'arrivée de ce poisson dans le Potomac est le commerce de poissons vivants, que ce soit pour la consommation ou autre. En plus de l'État du Maryland où prend source le fleuve Potomac, les poissons à tête de serpent du Nord se sont aussi établis dans les États de l'Arkansas, New-York, la Pennsylvanie, en Virginie et risquent un jour d'atteindre d'autres États. On a retrouvé des poissons de cette espèce dans plusieurs autres cours d'eau du pays mais il est impossible de dire pour le moment s'ils se sont réellement établis à ces endroits.  

#### Le cas du Canada
Avant d'aborder le cas du Canada, il est important de comprendre que les poissons à tête de serpent du Nord ne sont établis nulle part sur son territoire. Le gouvernement canadien, réalisant les dommages que ces poissons causaient aux États-Unis, a rapidement pris les devants et a décidé d'évaluer les risques que cette espèce atteigne les eaux canadiennes et qu'elle s'y établisse. À la lumière de cette étude et du document qui a été produit par le gouvernement du Canada, on constate que certaines zones en Ontario et dans le sud du Canada seraient assez propices pour permettre à cette espèce de faire son chemin au pays. En effet, plusieurs cours d'eau se déversant dans le lac Ontario sont considérés comme étant fortement à risque. Cela s'explique entre autres par un environnement et des températures favorables à cette espèce, mais aussi par la présence de commerces de poissons vivants et d'amateurs d'espèces exotiques pour leurs aquariums dans la région de Toronto, principalement au nord et à l'est du lac Ontario ainsi qu'à quelques endroits près du lac Érié. La majorité des poissons à tête de serpent du Nord qui sont transportés vivants au Canada sont à destination de la Colombie-Britannique et viennent soit de Hong-Kong, de la Chine ou du Vietnam. 

#### Le cas du Japon
Le poisson à tête de serpent du Nord a été importé au Japon à partir de la Corée du Nord en 1923. L'espèce a été introduite afin de satisfaire les amateurs de combats d'animaux. En effet, en raison de l'agressivité de ce type de poisson, celui-ci est grandement apprécié . Le Japon n'est toutefois pas le seul pays où l'importation de ce poisson est faite dans cette optique.

## Alimentation
Les poissons à tête de serpent du Nord sont carnivores. Les jeunes commencent d'abord par manger du zooplancton, puis, en grandissant, changent graduellement leur alimentation et se nourrissent d'insectes, de crustacés, de grenouilles, de petits amphibiens et d'autres espèces de poissons. Il s'agit d'une espèce qui est très versatile et qui, une fois adulte, peut manger à peu près n'importe quoi, même des espèces telles que le saumon, la perche, le poisson-chat, diverses sortes de carpes, etc.,.

## Habitat
Les poissons à tête de serpent du Nord forment une espèce qui est très résiliente et qui peut supporter diverses conditions. À la base, il s'agit d'une espèce d'eau douce qui se retrouve principalement  dans les étangs et les marais, mais aussi dans les rivières et les lacs. Elle supporte des températures variant entre 0 et 30 degrés Celsius. D'ailleurs, parmi les 29 espèces qui ont été recensées jusqu'à ce jour, les poissons à tête de serpent du Nord sont ceux qui peuvent tolérer les températures les plus froides. Il a d'ailleurs été constaté qu'ils peuvent survivre à des épisodes de gel. Ils peuvent également tolérer un certain niveau de salinité dans l'eau, mais ne vivent généralement pas dans des milieux salins. Les poissons à tête de serpent du Nord ont cependant une préférence pour les cours d'eau peu profonds et qui ne s'écoulent pas. Ils apprécient également la présence d'une forte végétation aquatique ou ou une eau trouble voire boueuse. Comme la majorité des poissons, les poissons à tête de serpents du Nord possèdent des branchies, mais également un autre organe que l'on retrouve chez certaines espèces qui possède à peu près la même fonction qu'un poumon et qui leur permet donc de respirer à la surface des cours d'eau et hors de l'eau. Grâce à cet organe, ces poissons peuvent survivre dans des eaux qui sont très peu oxygénées. Ils peuvent même survivre en dehors de l'eau pendant plusieurs jours et migrer de cette façon vers de nouveaux milieux, par contre il leur faut un minimum d'eau ou d'humidité pour y arriver. Il est toutefois à noter que ce sont surtout les juvéniles, qui grâce à la forme de leur corps, peuvent migrer hors de l'eau. En effet, le corps des adultes est plus rond que celui des jeunes, ce qui ne favorise pas le déplacement sur terre.

## Impacts liés à l'introduction de cette espèce
Comme mentionné dans la section sur l'alimentation, les poissons à tête de serpent du Nord mangent à peu près n'importe quoi. Souvent quand ils sont introduits dans des milieux hors de leur aire de répartition naturelle, notamment en Amérique du Nord, ils n'ont pratiquement pas de prédateurs et donc ils peuvent faire des ravages. Ils vont s'attaquer à d'autres espèces de poissons indigènes qui n'ont aucun moyen de défense contre ces redoutables prédateurs et vont ainsi nuire à ces espèces en réduisant leur nombre et parfois en menant ces espèces à l'extinction dans certains milieux donnés. Les poissons à tête de serpent du Nord vont aussi causer des dommages à l'environnement dans lequel ils sont introduits en mangeant des crustacés, des petits amphibiens, des oiseaux, etc., ce qui va perturber l'écosystème, notamment la lutte pour l'accès à la nourriture, car ces poissons mangent généralement le tiers de leur poids à l'intérieur d'une journée. Cela va aussi avoir un impact sur l'accès à la niche écologique qui autrement dit est l'espace où vit une espèce. Les poissons à tête de serpent du Nord peuvent également être vecteurs de maladies, parasites ou autres espèces nuisibles qu'ils transportent avec eux. En effet, on dit qu'ils peuvent transmettre des germes néfastes qui peuvent causer des infections, dont le syndrome ulcéreux épizootique qui peut être mortel.
L'espèce est également reconnue pour être capable de survivre dans des conditions extrêmes, elle peut notamment supporter des périodes de gel, elle peut se déplacer de cours d'eau en cours d'eau en se tortillant sur la terre ferme, elle peut survivre dans la boue, etc. En raison de ces caractéristiques, le poisson à tête de serpent du Nord peut rapidement s'étendre et s'installer dans de nouveaux territoires, ce qui est très inquiétant en raison des dommages qu'ils peuvent causer. 
Des études aux États-Unis ont permis d'établir que les profits du commerce de cette espèce étaient d'environ 85 000$ par année, tandis que les coûts pour tenter de l'éradiquer étaient de plusieurs millions de dollars et auraient probablement tendance à augmenter si l'espèce venait à s'étendre davantage. 

### Moyens pour limiter la progression de cette espèce
Aux États-Unis, dans l'État du Maryland, des herbicides et de la roténone ont été utilisés pour éliminer les poissons à tête de serpent du Nord qui se trouvaient dans un étang. Il est cependant impossible d'utiliser cette méthode dans des cours d'eau plus importants, comme des lacs ou des rivières. En effet, ceux-ci sont reliés à des réseaux hydrographiques plus complexes et l'utilisation de cette méthode risquerait d'avoir de graves conséquences sur la qualité de l'eau. Un autre aspect négatif de la roténone est qu'elle tue généralement toutes les espèces de poissons présentes dans un cours d'eau traité. 
Il peut également être possible de mettre en place des lois qui interdisent le commerce ou le transport de poissons à tête de serpent du Nord vivants. On recense 26 États américains qui ont mis en place des lois similaires, et la province de l'Ontario au Canada a fait de même. À ce jour, il s'agit de la meilleure manière d'empêcher ces espèces de se répandre davantage, car une fois qu'elles se sont bien établies et qu'elles se dispersent, il devient presque impossible de s'en débarrasser.  Il n'est pas possible de contrôler entièrement le transport illégal de cette espèce et il y a toujours des risques qu'elle se retrouve dans de nouveaux cours d'eau, de manière volontaire ou involontaire.
Une autre méthode qui est parfois évoquée et qui pourrait probablement empêcher les poissons à tête de serpent du Nord de remonter dans les Grands Lacs et au Canada est l'utilisation de barrières électriques. 
Dans certains États américains, d'autres méthodes moins coûteuses sont mises en place, on tente notamment d'encourager les populations à pêcher cette espèce et à la manger afin de réduire leur nombre. À titre d'exemple, au Maryland chaque année une journée est consacrée à informer la population sur cette espèce, à la responsabiliser. On montre également comment préparer ce poisson, retirer les filets et afin d'encourager la participation de la population, un prix est remis à celui qui prend le plus gros poisson de la journée.